# Тей (річка)
Тей, або Татха — найдовша річка в Шотландії і сьома за довжиною у Великій Британії. Тей бере свій початок у західній Шотландії на схилах Бен-Луї (Бейн Лаоа), проходить через східну частину високогір'я Лох-дохарт і озеро Лох-Тей, сходить через Страттай, в центрі Шотландії, на південний схід через Перт, де вона стає припливною, до її гирла у Ферт-оф-Тей на півдні від Данді. На річці засноване село Абернеті. За витратою води це найбільша річка у Великій Британії. Площа її басейну становить близько 2200 км².

## Історія
У XIX столітті був побудований Тейський міст поблизу Данді, який з'єднав Абердин на півночі з Единбургом та Лондоном на півдні. Міст, розроблений сером Томасом Бучем, офіційно відкритий у травні 1878 року. 28 грудня 1879 року міст зруйнувався, коли по ньому проїхав поїзд. Весь потяг впав у воду, загинули 75 пасажирів та екіпаж поїзду. Ця подія була відзначена в вірші «The Tay Bridge Disaster» (1880 р.), написаним шотландським поетом Вільямом МакГонагалом. Критична відповідь на його статтю була посилена, оскільки він раніше написав два вірші, що відзначають силу та певне безсмертя Тейського мосту. Другий вірш, краще сприйнятий, був виданий у тому ж році німецьким письменником Теодором Фонтане. Перший роман А. Я. Кроніна «Замок Хеттер» (1931) містить сцену, у якій ідеться про руйнування Тейського мосту, а фільм, який було знято 1942 року, відтворює катастрофічний крах мосту.
Залізничний міст був реставрований у 1960-х роках.
Взимку 2009-10 та 2010-11 років Тей замерз і на Дорожньому мості були льодовики, які стояли протягом кількох тижнів, незважаючи на відлигу.

## Курс

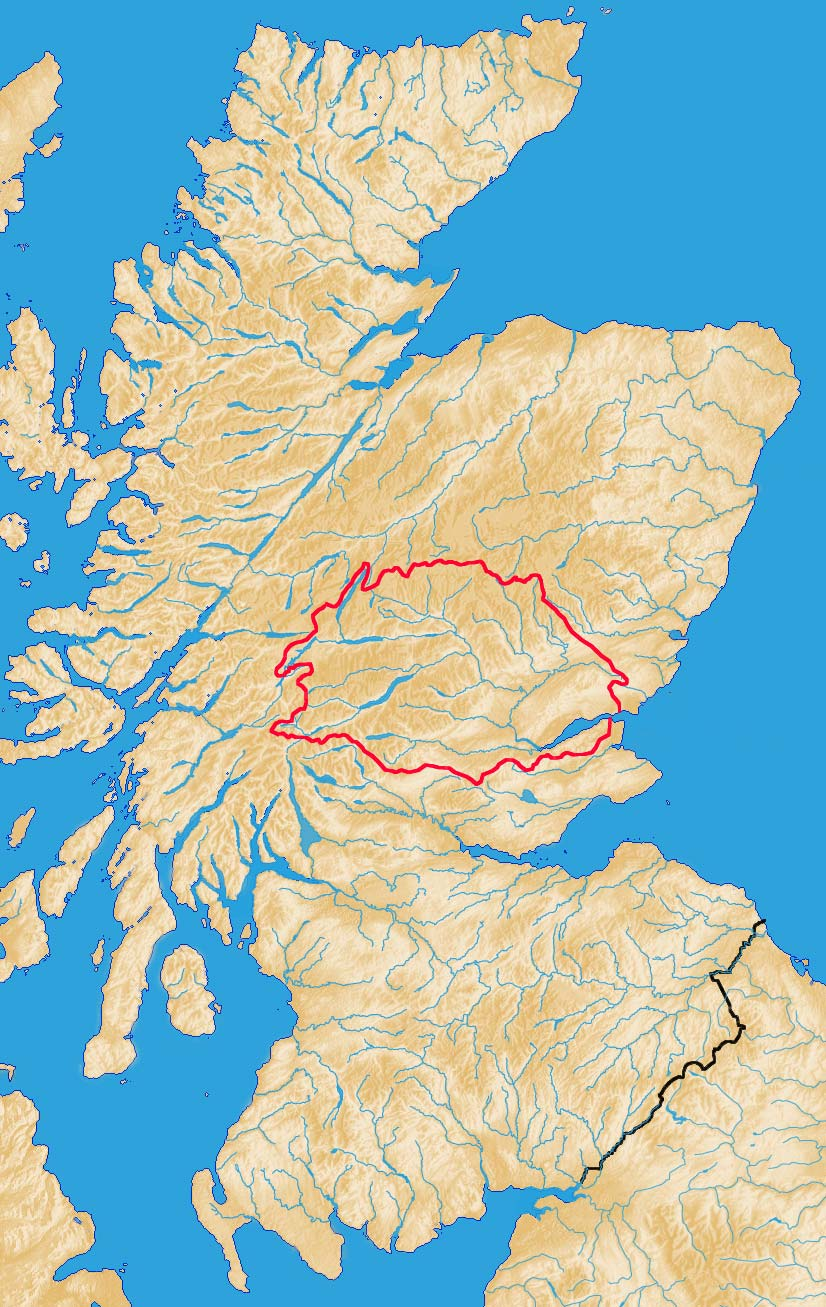
Catchment of the River Tay within Scotland.

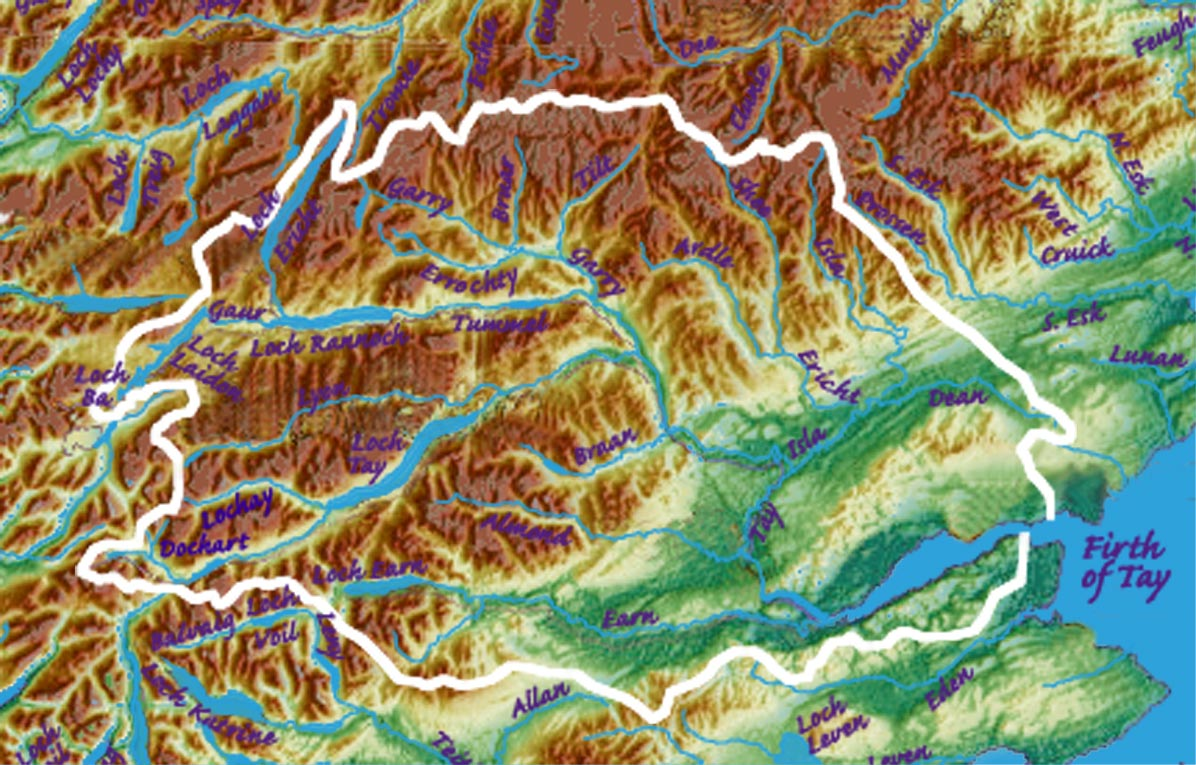
Catchment of the River Tay.

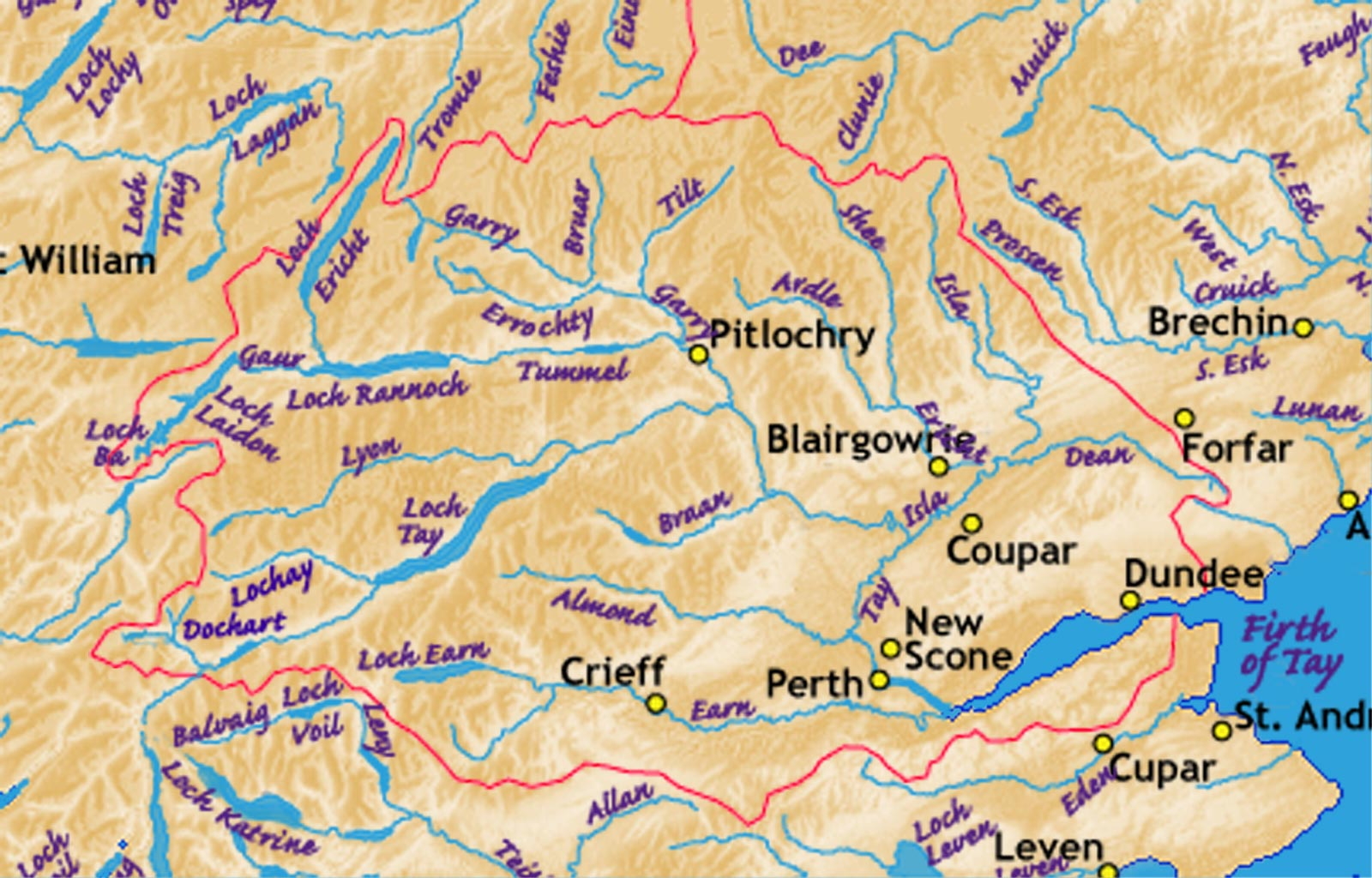
Притоки Тею.

Тей стікає з нижньої частини високогір'я. Вона бере свій початок на схилах Бен-Луї (Бейнет Лаоі), всього за 25 миль (40 км) від міста Забан на узбережжі Обан, в Аргайл і Б'ю. Річка має різні назви у верхів'ях: протягом перших кількох миль вона відома як річка Конноніш; Філлан; до місця впадіння в Лох-Тей в Кілліні її називають річкою Дохарт.
Тей витікає з озера Лох-Тей в Кенморі і тече звідти в напрямку Перта, який в історичні часи був його найнижчою точкою перетину. Нижче Перта вона стає припливною і входить у Ферт-оф-Тей. Найбільше місто на річці Данді лежить на північному березі Ферт. До впадіння в Північне море Тей протікає 120 км (190 км) із заходу на схід через центральну Шотландію.
Тей вирізняється серед шотландських річок, маючи кілька великих приток, зокрема, Ісла, Річка Туммель, Мигдаль та Ліон.
Потік 2669 м3 / с (80 100 кубічних футів / сек) було зареєстровано 17 січня 1993 р., Коли річка піднялася на 6,48 м над Пертом у порівнянні зі звичайним рівнем, що спричиняло великі повені в місті. Найвища заплава, зафіксована в Перті, настала в 1814 році, коли річка піднялася на 7 м над своїм звичайним рівнем. Інші важкі повені відбулися в 1210 і 1648 роках, коли міст Тай в Перті був зруйнований.

## Екологія

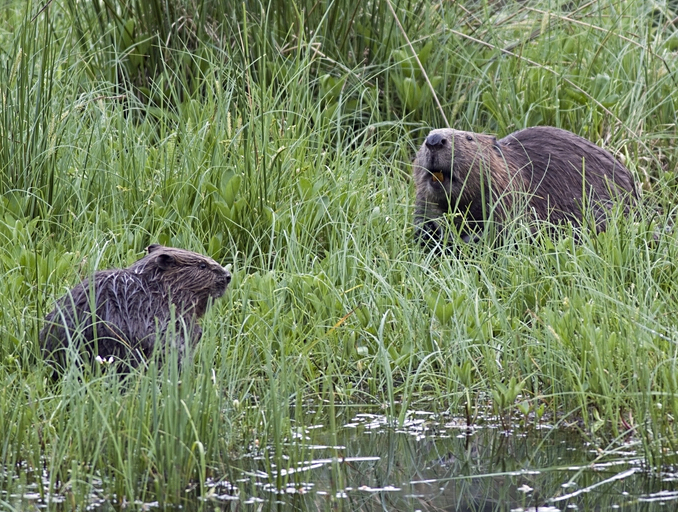
Самиця бобра з дитинчам на березі Тею.

Річку вирізняє біорізноманіття, вона — об'єкт особливого наукового інтересу, належить до осередків популяцій атлантичного лосося, прісноводних перловиць та місцевих звірів, таких як річкова видра.
Найбільший лосось, який був зловлений на річці Тей в 1922 році, важив 29 кг, він і досі залишається британським рекордсменом. Збільшення вилову спричинило зменшення популяції лосося на 50 % у 2009 році, тому захисний комітет риболовецького лосося зробив політику уловлювання і виписку для жінок у всьому сезоні, а для чоловіків до травня, починаючи з сезону промислу в січні 2010 року. Дослідження Організації охорони Північноатлантичного лосося показали, що кількість загиблих на морі збільшилася вдвічі або втричі за останні 20 років, можливо, через переловів у океанах, де лосось проводить два роки, перш ніж повернутися до прісноводних джерел. Поширений колапс у запасах атлантичного лосося свідчить, що це не є виключно локальною проблемою в річці Тей.
У травні 2001 року в річці Заробі, притоці Тею, вперше спостерігали бобрів. Бобри вимерли в Великій Британії наприкінці XVIII століття, остання згадка про бобрів в Англії, починаючи з 1789 року/ За оцінками, на річці Тей живуть щонайменше 20, а, можливо, і до 100 бобрів. Було прийнято рішення дозволити їм залишатися.
Прихильники бобрів стверджують, що вони не були доведені як «неправильні» генетичні ресурси, і існують наукові докази того, що вони можуть представляти собою досить ідеальне поєднання західноєвропейських популяцій, оскільки будь-яке окреме реліктове населення в Західній Європі є відносно генетично обезображена Шотландська природна спадщина імпортувала бобру з Норвегії та законно випустила їх у Кнапдейл у 2009 році. На початку грудня 2010 року перший з диких бобрів був зловлений шотландською природною спадщиною на річці Еріхт в Блергоррі, Пертширі і був у полоні в Единбурзькому зоопарку. Він загинув протягом декількох місяців, і Шотландська природна спадщина завершила свою програму захоплення.

## Культурні посилання
Тей згадується у віршах Вільяма МакГонаґала «Лиходій Тей Мріт» і «Залізничний міст» Сірверн Тей, а німецький поет Теодор Фонтан згадав про Тей у своєму вірші Die Brück 'am Tay. Обидва вірші оспівують руйнування Тейського мосту в 1879 р.. Це згадується в пісні «Steeleye Span» «The Royal Forester». Багато цивільних авіаційних двигунів Rolls-Royce названі на честь британських річок, одним з яких є Rolls-Royce Tay.

## Галерея

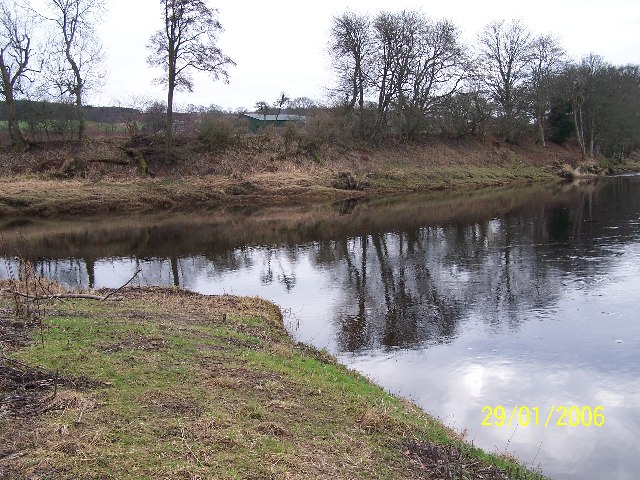
Confluence of the Rivers Isla and Tay
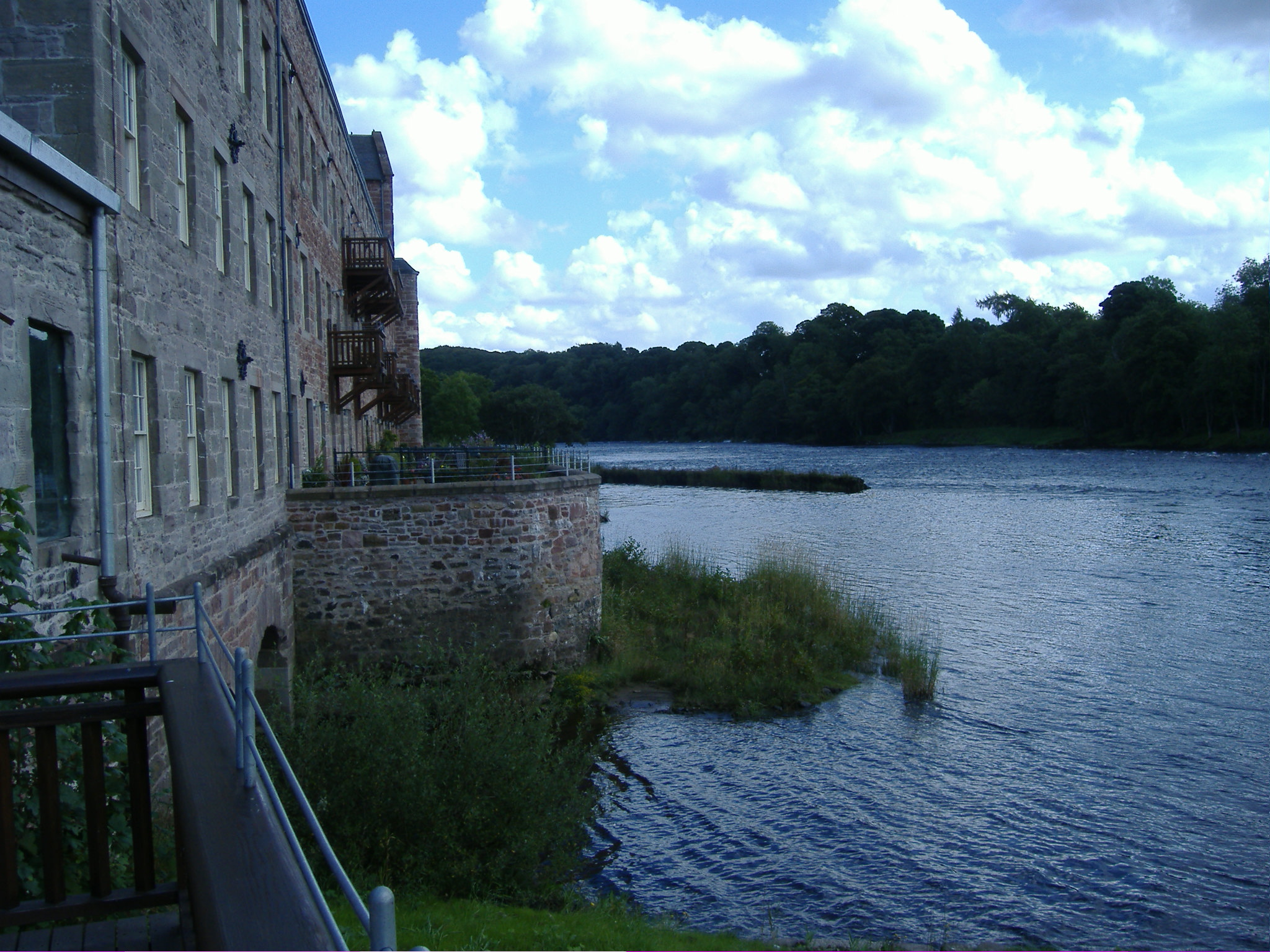
Stanley Mills
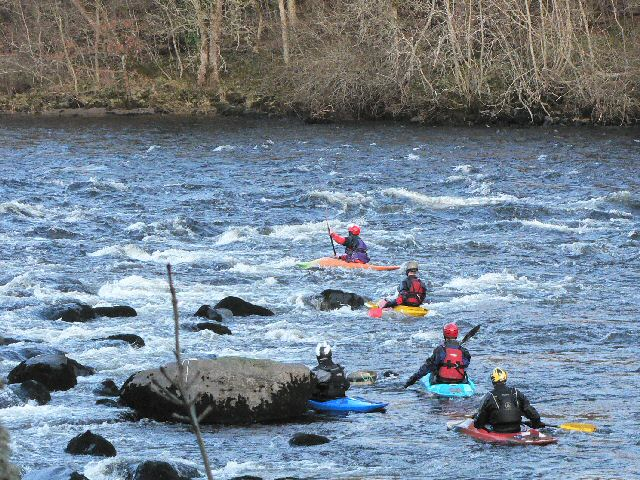
Canoeists on the Tay at Stanley
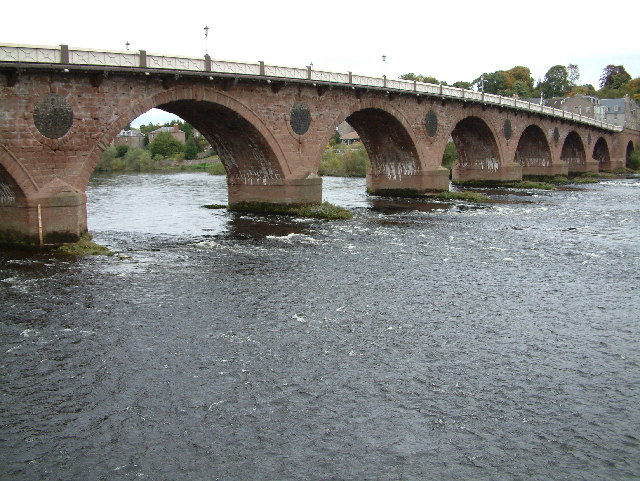
The Tay passing under Smeaton's Bridge in Perth
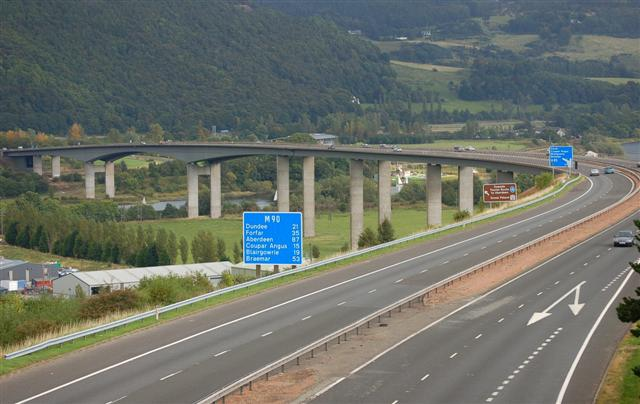
Friarton Bridge, where the M90 motorway crosses the Tay
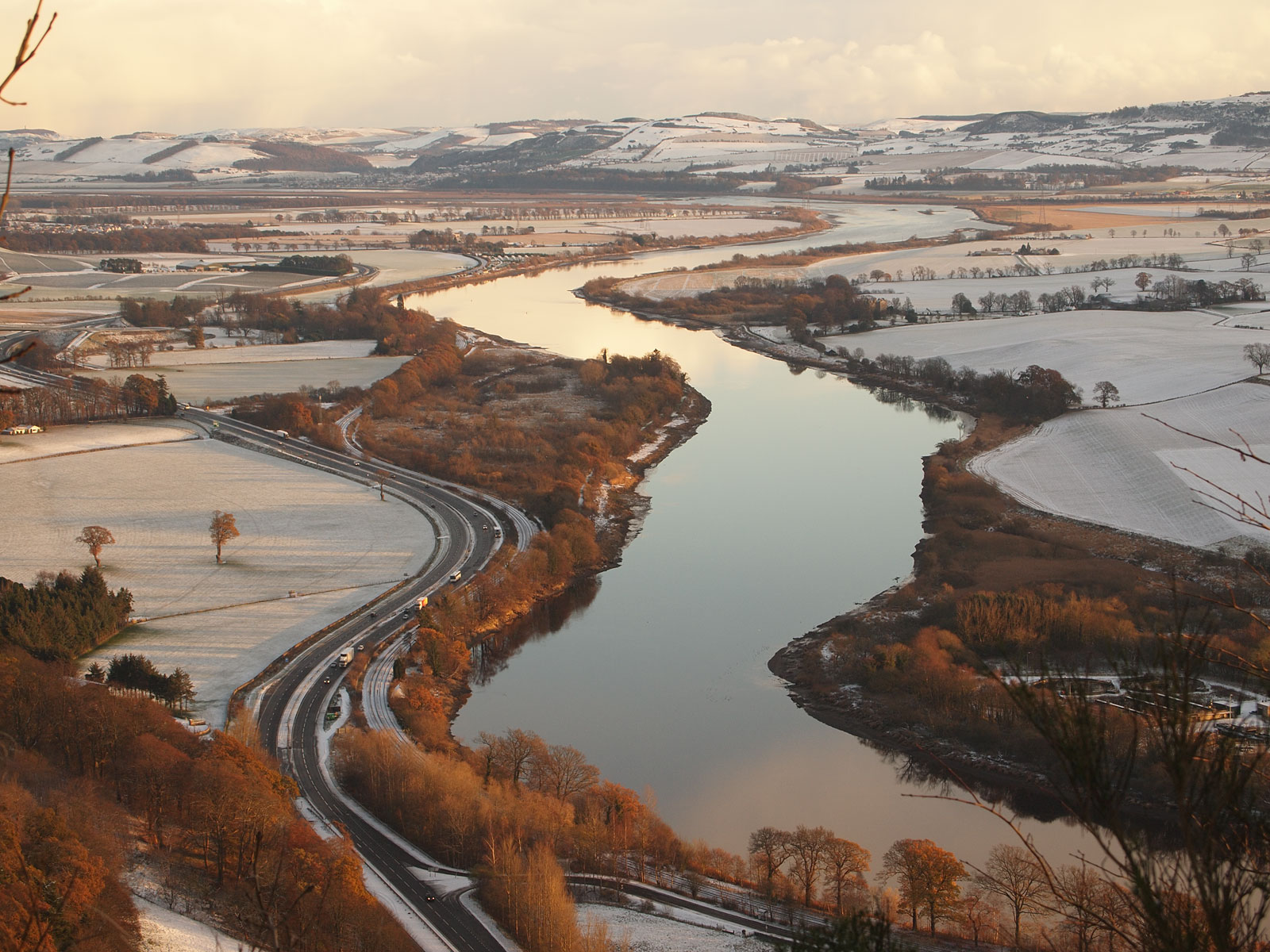
River Tay from Kinnoull Hill in Winter
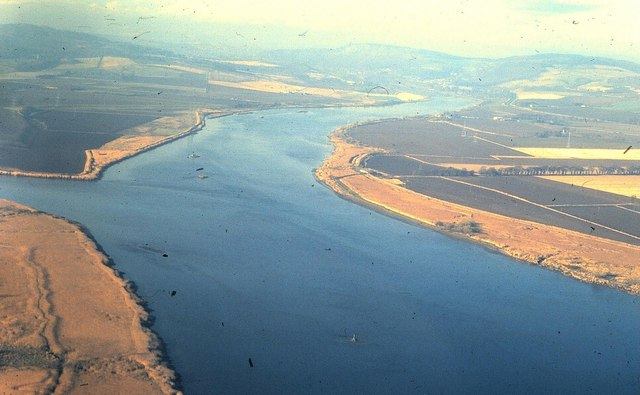
Confluence of Rivers Earn (left) and Tay
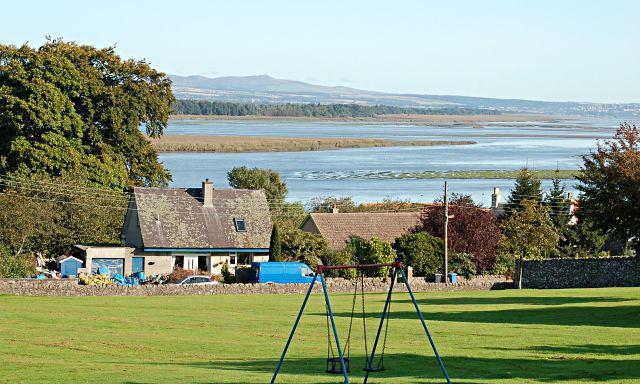
The Tay from Newburgh, Fife, showing Mugdrum Island
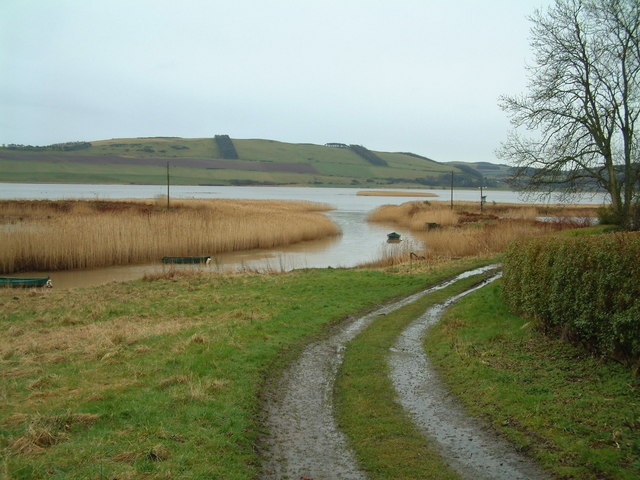
Port Allen, former harbour near Errol for ferry to Fife, with reedbeds
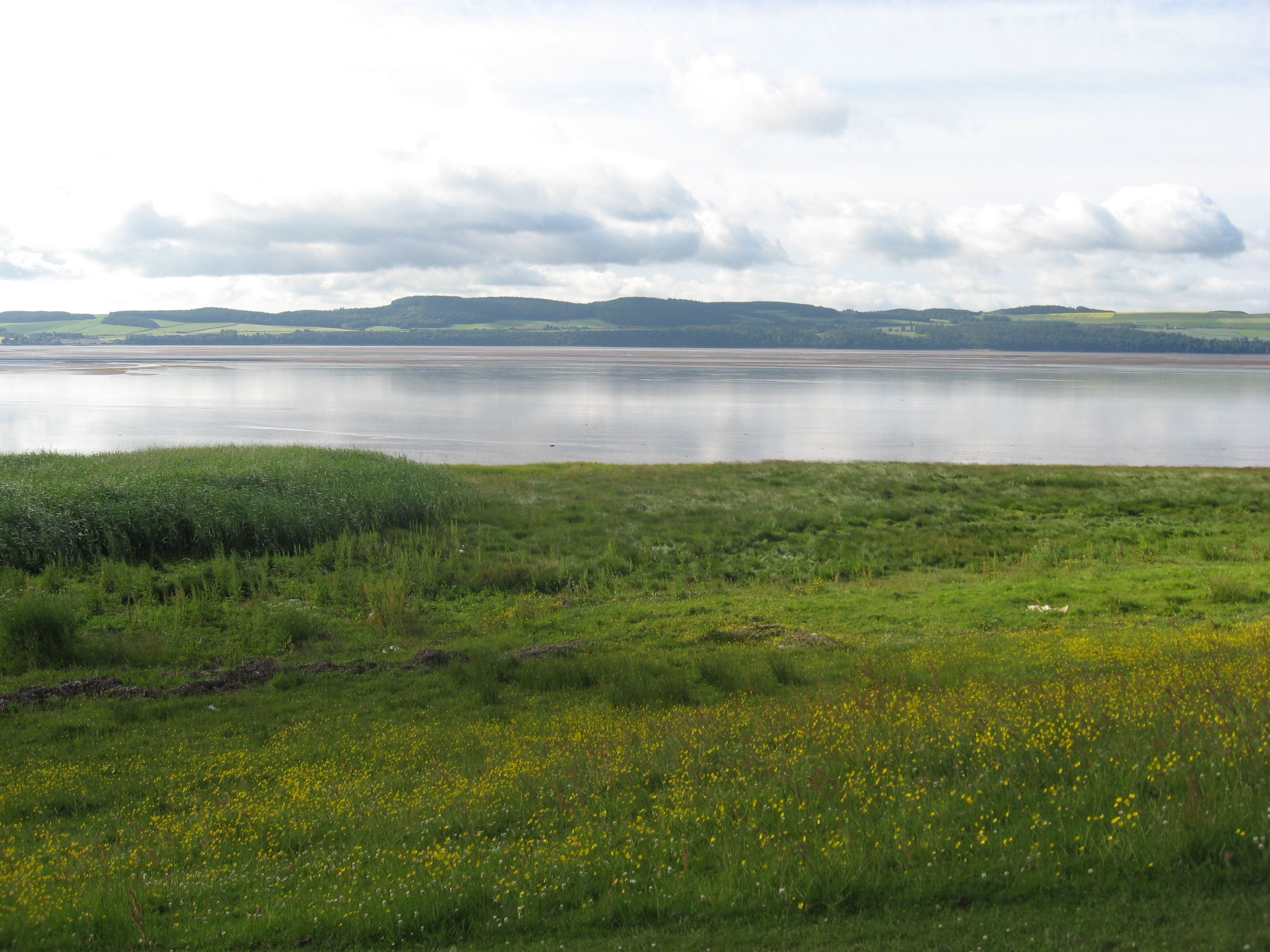
River Tay near Longforgan
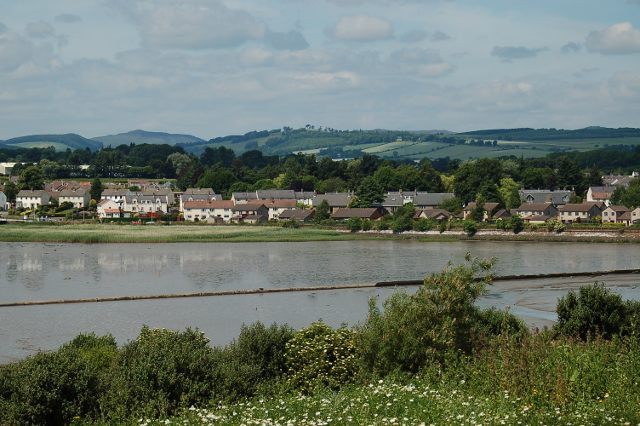
Invergowrie bay
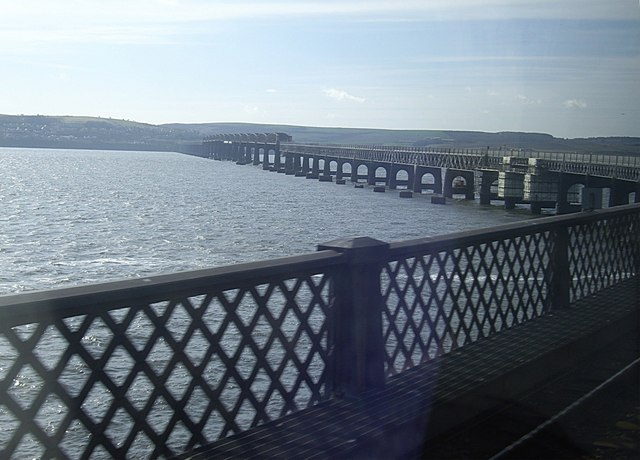
The Tay Rail Bridge
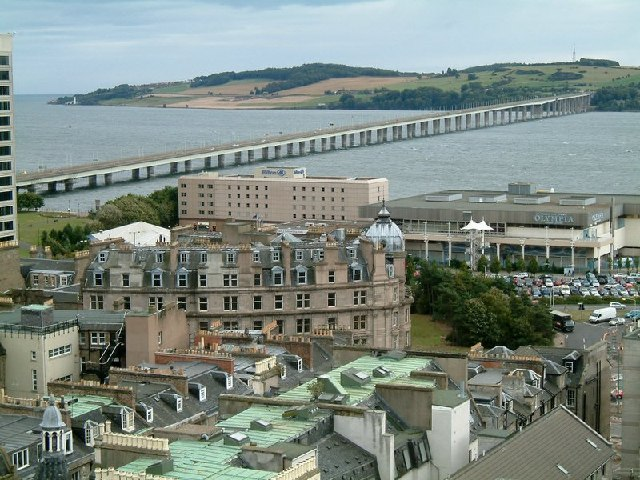
The Tay road bridge looking towards Fife
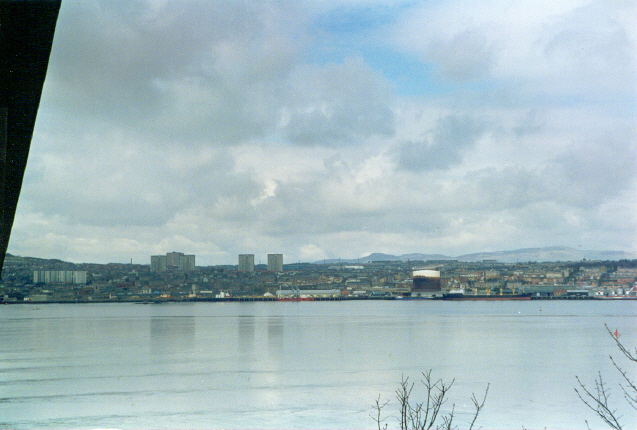
Dundee from Fife.
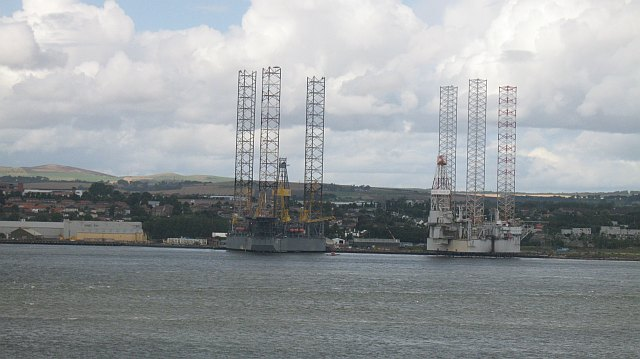
Oil rig maintenance at Stannergate, Dundee
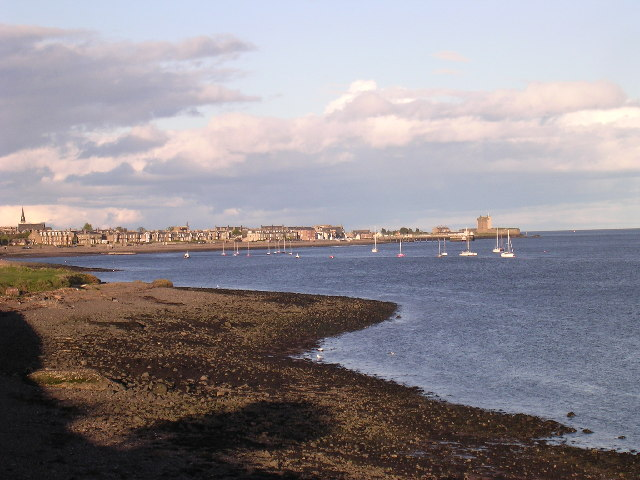
Broughty Ferry from Stannergate, Dundee
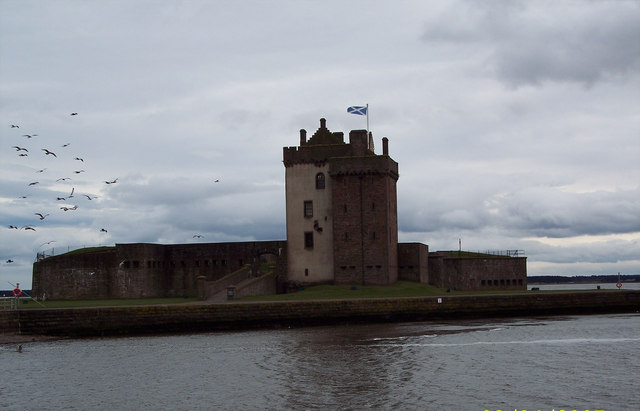
Broughty Castle, Broughty Ferry
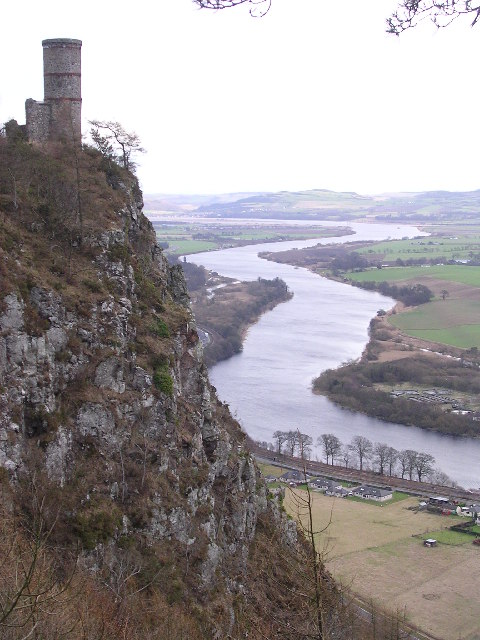
The Tay meandering its way east. Viewed from Kinnoull Hill in Perth.